# Marcel Lefèvre (peintre)
Pour les articles homonymes, voir Marcel Lefèvre et Lefèvre.
Marcel Lefèvre est un peintre et poète belge né à Namur le 9 février 1937 et décédé le 12 janvier 2016  

## Biographie
Diplôme d'instituteur en 1959 à l'École Normale de Nivelles. Militant de la pédagogie Freinet, il participe à plusieurs stages en France et en Italie. Il enseigne à Pont-à-Celles puis à Courcelles dans l'enseignement primaire spécial à l'École Spéciale de Rianwelz-Courcelles (handicapés sociaux, type 8 = caractériels, enfants de 7 à 14 ans) 
En 1970, il expose pour la première fois à l'Hôtel de Ville de Marcinelle et prend comme pseudonyme le nom de Marcel Lefèvre d'Hoiyot. 
Marcel Lefèvre crée, avec son épouse, l'écrivain Godelieve Gooris, les éditions de poésie La Galiote et en devient le directeur  de 1969 à 1982. 
En 1985, il crée la Galerie du Roc d'Art à Balâtre dont il devient directeur jusqu'en 1997 et où exposent de nombreux artistes peintres et sculpteurs. La galerie change ensuite de propriétaire, reste quelque temps à Balâtre puis se déplace à Charleroi.

## Expositions individuelles
- Musée Jules Destrée à Marcinelle : 1971
- Hôtel de ville de Roulers : 1972
- Hôtel de vile de Fleurus : 1973
- Galerie Mezzanine à Charleroi : 1974 et 1976
- Galerie Orfé à Nivelles : 1975
- Galerie Vivart à Gosselies : avril et octobre 1976
- Galerie Vivart à Gosselies : février et novembre 1978
- Galerie Vivart à Gosselies : octobre 1979
- Galerie Espace à Charleroi : janvier 1977
- Galerie Espace Gand : février 1977
- Galerie Poséïdon à Ostende : d'avril à novembre 1977
- Maison de la Culture à Comines : mars 1978
- Centre d'animation archée à Louvain-la-Neuve : novembre 1979
- Galerie Le Capricorne à Soignies : septembre 1979
- Galerie « Le Gavroche » à Gerpinnes : novembre 1980
- Art Gallery à Ostende : octobre 1982
- Galerie du Beffroi à Namur : novembre 1982
- Hôtel « Beau Séjour » Mont-de-l'Enclus : mai, juin juillet et août 1983
- Galerie Vivart à Gosselies : octobre 1984 et février 1986
- Galerie Métropolis à Genève : juin 1985
- Galerie du Roc d'Art à Balâtre : octobre 1985
- Galerie du Caillou à Roisin (Centre Culturel du Hainaut) : mars 1986
- Galerie du Roc d'Art à Balâtre : septembre 1987 et mars 1990
- Galerie Pilote à Olne : octobre 1987
- Banque du Crédit Lyonnais à Liège : décembre 1987
- Couleurs en Val Mosan : août 1989
- Galerie Arcade Mauve à Bruxelles : février 1989
- Galerie Médiane à Libramont : septembre 1990
- L'autre Café à Saint-Laurent-de-Terregatte : juin 2013[2]

## Créations
- Berger d'un troupeau insolite, bois gravés du sculpteur Valéry Van Impe, préface de Ben Genaux, Pont-à-Celles, Éditions La Galiote, 1970 (achevé d'imprimé le 4 décembre 1970 sur les presses de l'Imprimerie L.Bourdeaux-Capelle, S.A Dinant
- Feu Ouvert, Pont-à-Celles, Éditions La Galiote, (D/1977/2233/1)
- Godelieve Gooris, Oh ! Gai ! Les vacances !, illustré par [(Jean-François Charles)] et Marcel Lefèvre d'Hoiyot, Averbode, Les éditions de la presse européenne, 1982  (ISBN 90-317-0531-4)
- André Elsen, Entre brise et tempête illustré par M. Lefèvre d'Hoiyot, (D/1978/2233/05)